# Henry Bond

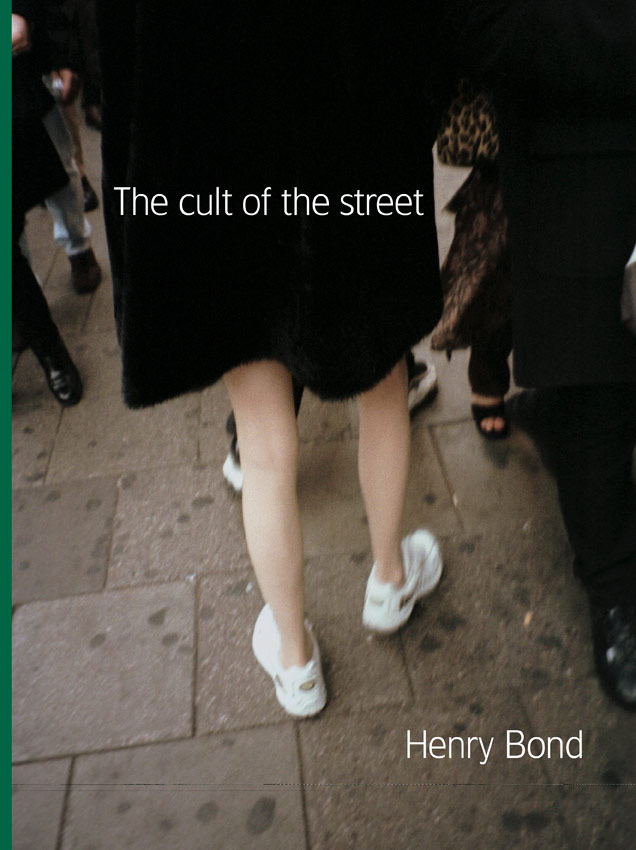
Pouliční módní fotografie, 90. léta, Londýn, The Cult of the Street

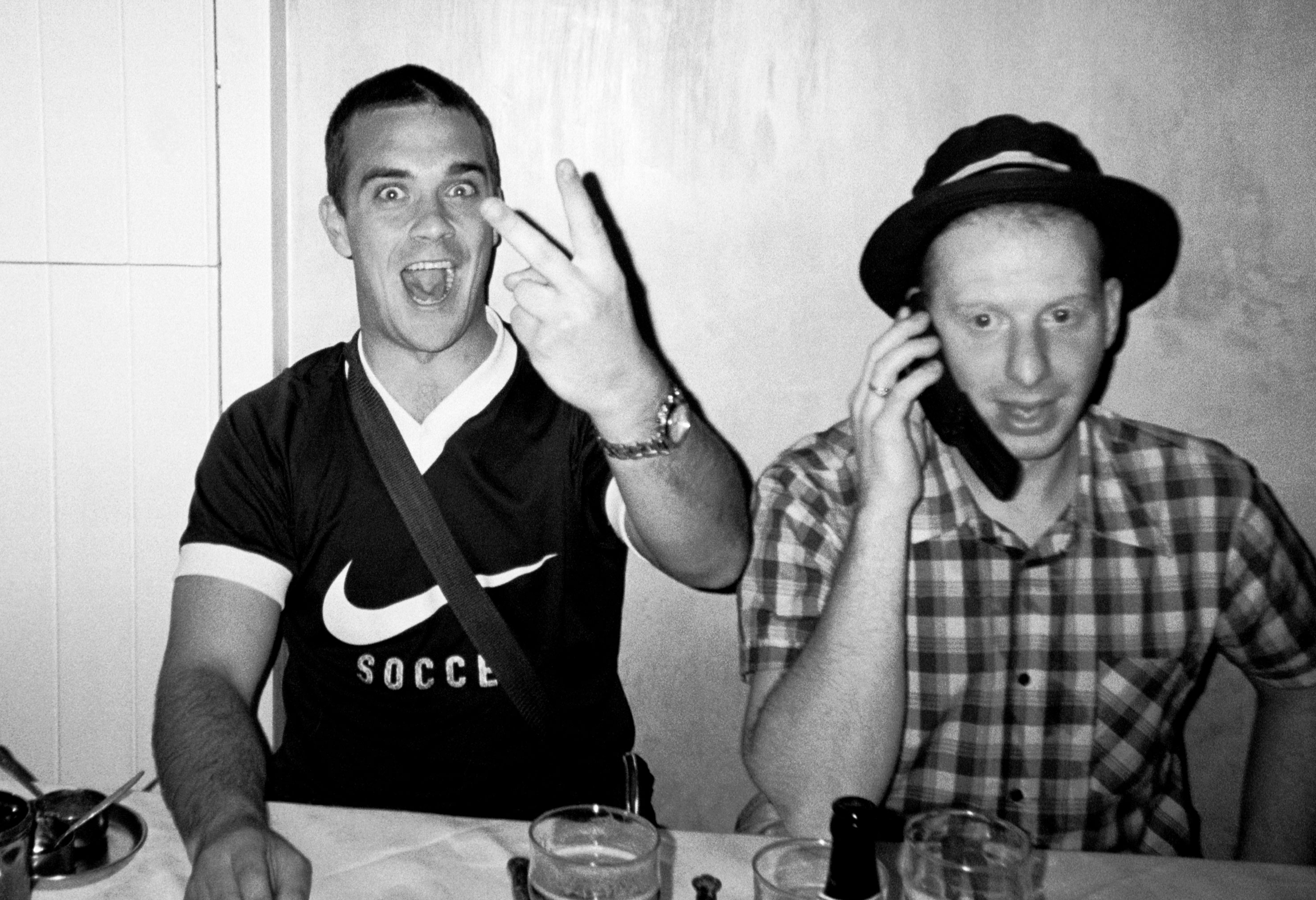
Z knihy Point and Shoot: Robbie Williams na fotografa ukazuje symbol "V"

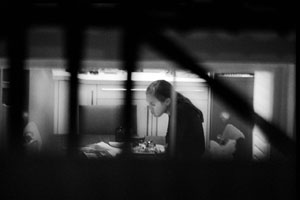
Příklad z knihy Interiors Series, 2005

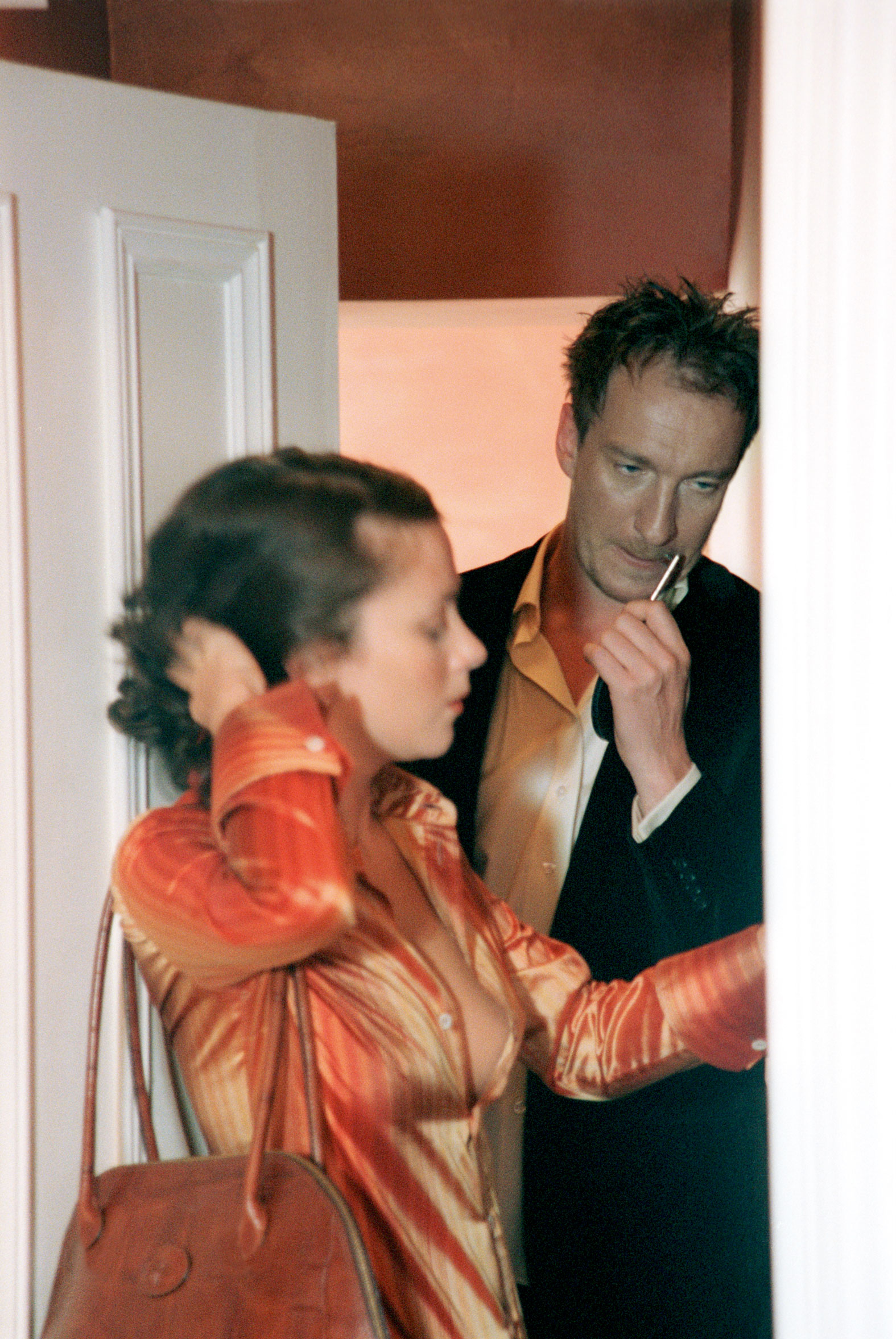
Fotografie pořízená pro Mulberry A/W 2001, herec David Thewlis a Anna Friel

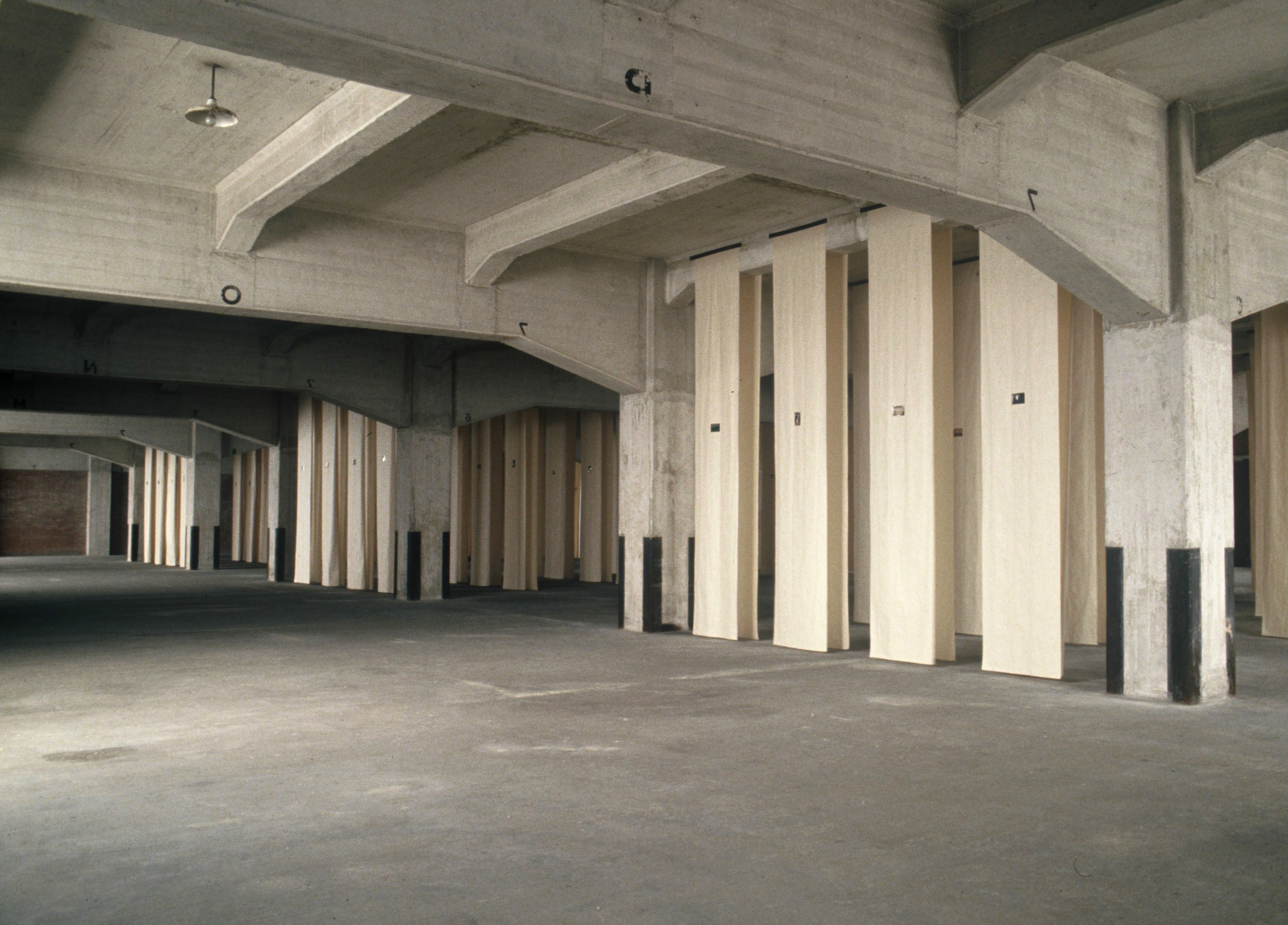
Instalace Henryho Bonda, výstava East Country Yard Show

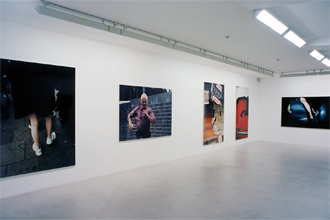
Bondova výstava The Cult of the Street, Fotomuseum Winterthur, Švýcarsko

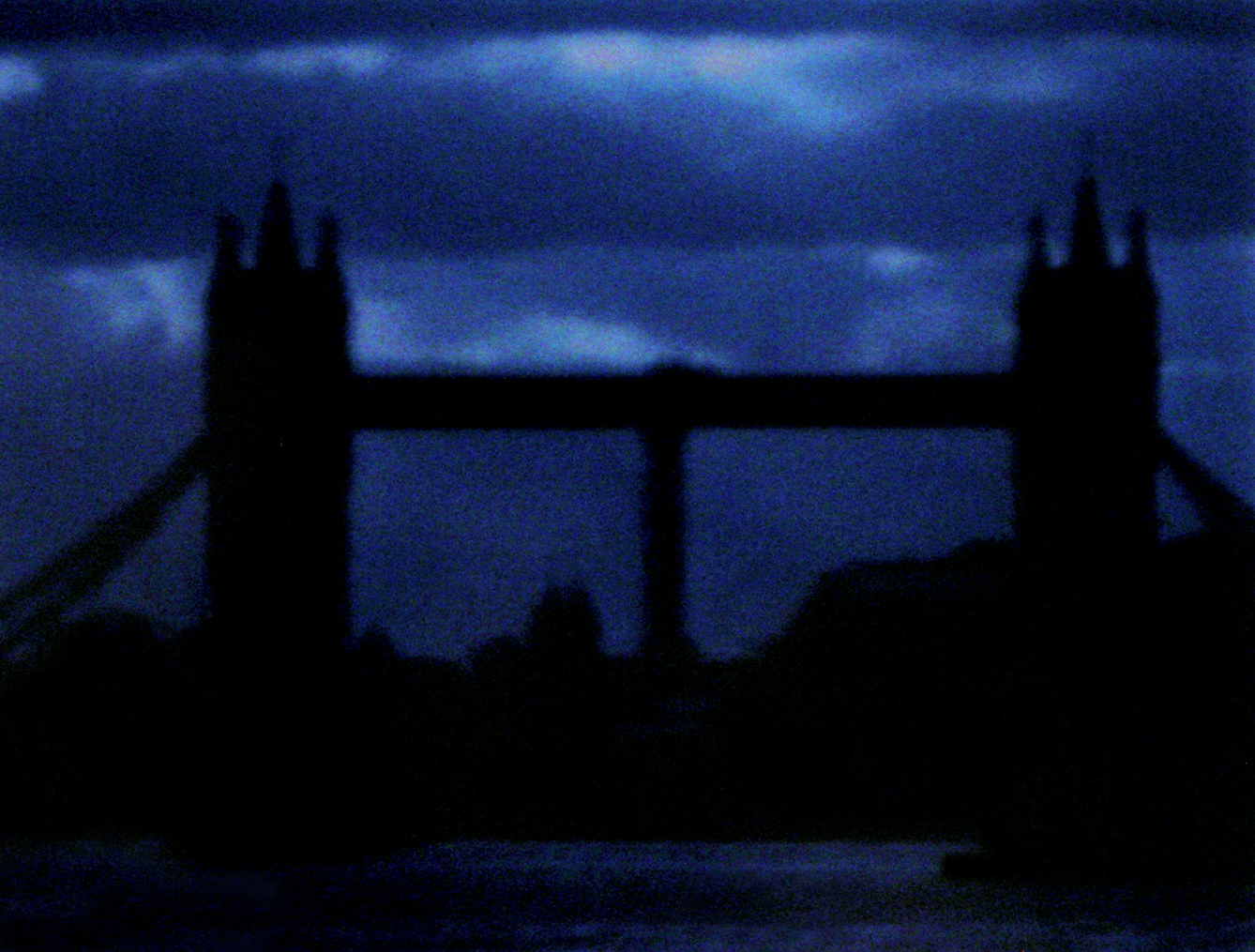
Ukázka z videa Deep, dark water

Henry Bond (* 13. června 1966) je anglický spisovatel, fotograf, kurátor a vizuální umělec. Ve svém projektu Lacan at the Scene (Slavoj Žižek, ed., Short Circuits, MIT Press, 2009) se Bond zabýval teoretickou psychoanalýzou a forenzními vědami. Je jedním ze skupiny umělců známých jako Young British Artists (Mladí britští umělci).
V 90. letech jako fotoreportér pracoval pro britský módní, hudební a mládežnicko-subkulturní časopis The Face. V roce 1998 vydal fotografickou knihu o londýnské pouliční módě The Cult of the Street. V díle Point and Shoot (Cantz, 2000) zkoumal fotožurnalistické žánry sledování, voyeurismus a paparazzismus.

## Život a dílo

### Mládí
Narodil se 13. června 1966 v městské části Upton Park na území východního Londýna. Studoval na fakultě Goldsmith na Londýnské univerzitě, kterou dokončil v roce 1988 spolu s vrstevníky Angela Bulloch, Ian Davenport, Anya Gallaccio, Gary Hume a Michael Landy — tito lidé založili uměleckou scénu Young British Artists (YBA, Mladí britští umělci).
Navštěvoval Middlesex University v Hendonu získal titul Master of Arts v oboru psychoanalýzy.
Během spolupráce se Sam Taylor-Woodovou nazvané 26. října 1993 společně zopakovali role Yoko Ono a Johna Lennona z aranžované portrétní fotografie Annie Leibovitzové, kterou pořídila v roce 1980 několik hodin před smrtí Johna Lennona.
Vyučuje fotografii na postgraduálním studiu na Fakultě umění, designu a architektury na Kingston University, je odborným asistentem fotografie na škole School of Fine Art.

## Pouliční fotografie
Charakteristickým stylem jeho děl jsou parafráze známých fotografií.
Své pojetí pouliční fotografie v rozhovoru z roku 1998 sám charakterizoval takto: "Pro mě je street fotografie zároveň psychoanalytické sezení v tom, že může být něco uvedeno." S pouliční fotografií začal na konci 90. let a pokračoval asi deset let až v roce 2005 dokončil projekt Interiors. Monografie pouličních fotografií obsahuje dva díly zveřejněné v Německu: Point and Shoot (Ostfildern: Cantz) a La vie quotidienne (Essen: 20/21).

### The Cult of the Street
Bondova rozsáhlá kniha The Cult of the Street byla vydána v roce 1998 galerií "posh West End gallery," Emily Tsingou Gallery, Londýn. Celkem 274 fotografií obsažených v knize líčí každodenní život v Londýně, hlavním městě Velké Británie, v polovině 90. let 20. století. Mnoho fotografií bylo původně pořízených Bondem při fotografování pro měsíčník pro styl a kulturu The Face v období kdy byl art directorem časopisu Lee Swillingham a Stuart Spalding, 1995-1999. Kniha obsahuje v předmluvě esej psychoanalytika a umělce Dariana Leadera.

### Point and Shoot
Kniha vyšla v Německu v roce 2000. Mnoho z publikovaných fotografií napodobuje druhy fotografie, které člověka zesměšňují nebo obsahují tabuizovaná témata, například voyeurství nebo novinářské paparazzi, další snímky jsou zrnité jako by byly pořízeny špehováním nebo z kamerového systému.

### Interiors Series
Následně po sérii Point and Shoot vyšla v roce 2005 v Belgii kniha Interiors Series, kterou vydalo Fotomuseum Antwerp. Fotografie v knize objevují a záměrně napadají soukromí subjektů, které jsou zachyceny, kteří nevědí o přítomnosti fotografa, v jejich volném čase, v jejich domovech.

## Publikovaná díla
Non-fiction
- The Gaze of the Lens (Seattle: Amazon KDP, 2011)
- Lacan at the Scene (Cambridge, Mass: The MIT Press, 2009)

Photography monographs
- Interiors Series (Antwerp: Fotomuseum, 2005)
- What gets you through the day (London: Art Data/Lavie, 2002)
- Point and Shoot (Ostfildern: Cantz, 2000)
- La vie quotidienne (Essen: 20/21, 1999)
- The Cult of the Street (London: Emily Tsingou Gallery, 1998)
- Documents (London: APAC/Karsten Schubert Limited, 1991)
- 100 Photographs (Farnham, Surrey: James Hockey Gallery, 1990)

Documentation of video works
- Safe Surfer (Lyon, France: Biennale de Lyon, 1995)
- Deep, Dark Water (London: Public Art Development Trust, 1994)
- Hôtel Occidental (Nice, France: Villa Arson, 1993)

Edited books
- Henry Bond and Sarah Lucas, East Country Yard Show (London: East Country Yard, 1990)
- Henry Bond and Andrea Schlieker, Exhibit A (London: Serpentine Gallery, 1992)

Essays in edited books
- "The Hysterical Hystery of Photography." In Urs Stahel (ed.), Darkside I: Photographic Desire and Sexuality Photographed, (Göttingen, Germany: Steidl, 2008)
- "Comments on this Series." In Christoph Ruys (ed.), Henry Bond: Interiors Series (Antwerp, Belgium: Fotomuseum, 2005)
- "Montage My Fine Care: Five Themes with Examples." In Henry Bond & Andrea Schlieker (ed.), Exhibit A (London: Serpentine Gallery, 1992)

Journal articles
- "Things Happen Fast," Creative Camera, Issue 306, October–November 1990, pp. 4–5.
- "Philip-Lorca diCorcia’s Virtual Reality," Creative Camera, Issue 309, April–May 1991, p. 24-25.
- "Wegman's Ritual: William Wegman in London," Creative Camera, Issue 307, December–January 1991, p. 44.
- "Bradley, Collishaw, Stezaker: Haunting with Second-Hand Images," Creative Camera, Issue 309, April–May 1991, p. 48.
- "Henry Bond & Liam Gillick: Press Kitsch," Flash Art International, Vol. XXV, Issue 165, July/August 1992, pp. 65–66.
- "Andrea Fisher," Flash Art International, Vol. XXV, Issue 166, September, 1992, p. 133.
- "Alfredo Jaar," Flash Art International, Vol. XXV, Issue 165, July/August 1992, pp. 118–9.